# Rio Köprüçay

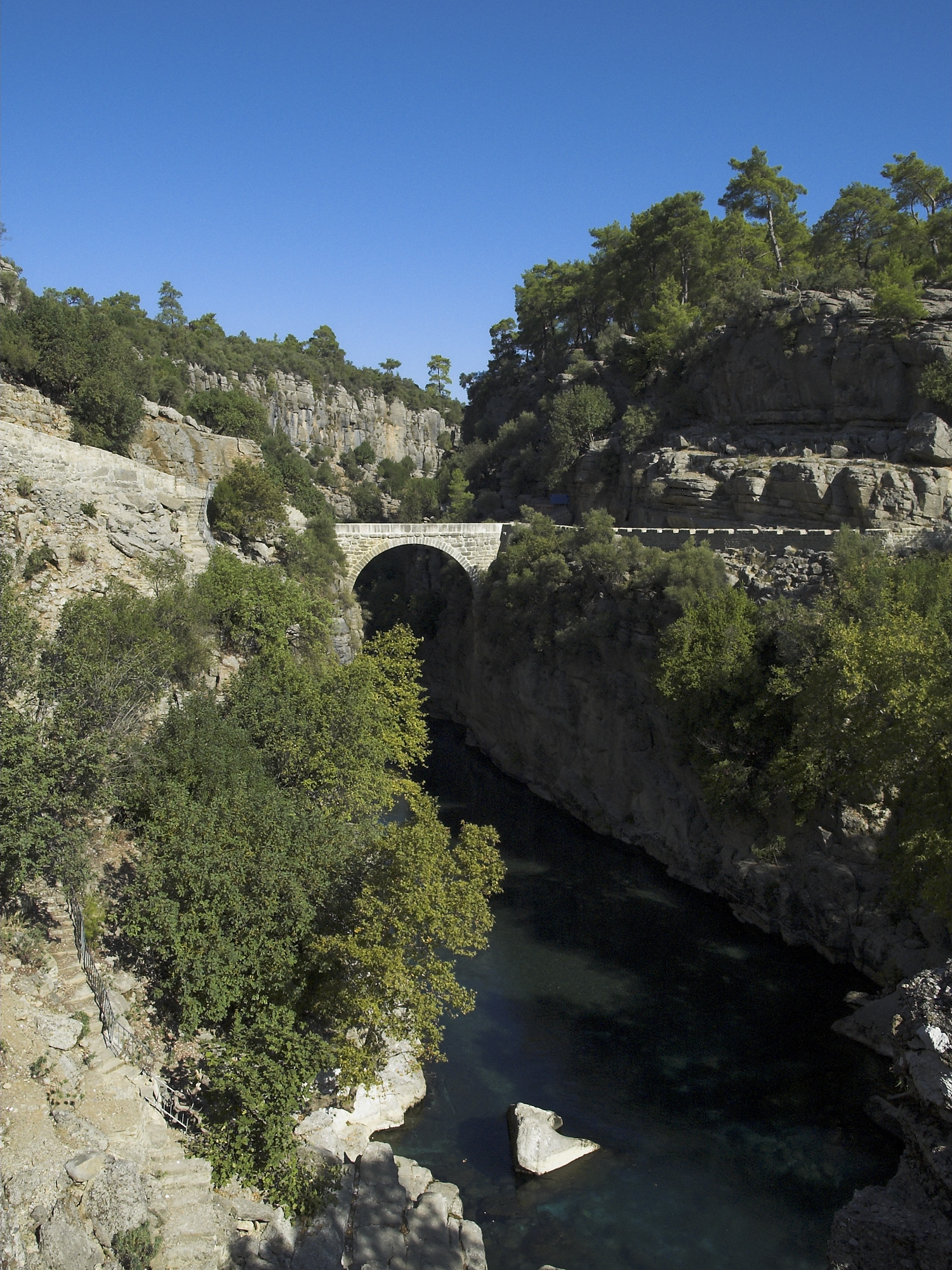
O vale do Eurimedonte próximo à Selge, onde é cruzado por uma ponte romana praticamente intacta.

O rio Köprüçay, antigo Eurimedonte (em grego antigo: Εὐρυμέδων) é um rio situado na província de Antalya, na Turquia, que deságua no mar Mediterrâneo.
Em sua foz, durante a década de 460 a.C. (a data de fato é muito contestada), o general ateniense Címon, da Liga de Delos, derrotou uma grande frota de navios e soldados persas que se deslocavam para oeste (na chamada Batalha do Eurimedonte). As batalhas terrestre e marítima duraram um dia, e em seu decorrer Címon capturou ou destruiu uma fronta inteira de 200 trirremes fenícios.
Em 190 a.C. uma frota romana liderada por Lúcio Emílio Regilo derrotou a frota selêucida de Antíoco III, o Grande, liderada por Aníbal, próximo ao rio.
Estrabão registrou a existência de um lago, que ele deu o nome de Caprias, próximo à foz do rio, numa área que atualmente é ocupada por um pântano de água salgada. A ponte do Eurimedonte, que data do período seljúcida, foi construída sobre os alicerces de uma antiga ponte romana, e cruza o rio pouco a jusante da cidade de Aspendos. Num troço a montante, próximo da antiga cidade de Selge, existe outra ponte romana que cruza o Eurimedonte, numa zona que atualmente faz parte do Parque Nacional de Köprülü Kanyon. O nome do rio em  turco deve-se a essas pontes, já que Köprüçay significa "rio ou ribeira da ponte".